# Christine Schaffner

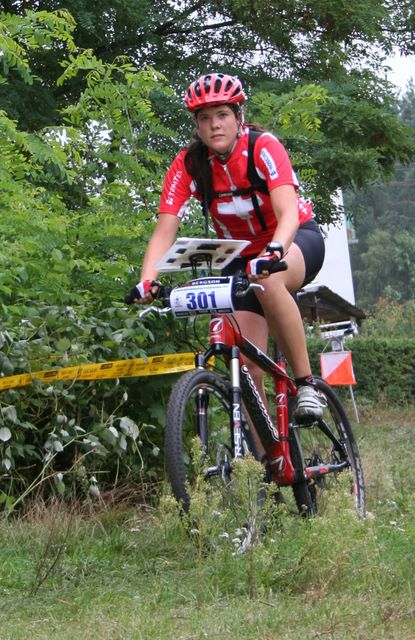
Christine Schaffner 2008

Christine Schaffner-Räber, geborene Räber (* 3. Februar 1979) ist eine Schweizer Mountainbike-Orientierungsfahrerin.
2005 wurde Schaffner hinter der Österreicherin Michaela Gigon Vizeweltmeisterin auf der Mitteldistanz. Ein Jahr später wurde sie auf dieser Distanz Europameisterin sowie Weltmeisterin auf der Langdistanz. Auf der langen Strecke gewann sie schließlich 2008, 2009 und 2010 dreimal in Folge den WM-Titel. 2011 wurde sie im italienischen Vicenza in der Staffel mit Maja Rothweiler und Ursina Jäggi Weltmeisterin. 2010 gewann sie den Titel im Sprint. Seit 2019 ist Christine Nationaltrainerin des Schweizer Bike-OL Kader.
Sie gehört dem Verein OLG Bern an.

## Platzierungen
Weltmeisterschaften: (6 × Gold, 4 × Silber, 2 × Bronze)
- 2004: 16. Platz Mittel, 11. Platz Lang
- 2005: 2. Platz Mittel, 16. Platz Lang, 8. Platz Staffel
- 2006: 10. Platz Mittel, 1. Platz Lang
- 2007: 5. Platz Sprint, 4. Platz Mittel, 3. Platz Lang, 5. Platz Staffel
- 2008: 9. Platz Sprint, Mittel dsq., 1. Platz Lang
- 2009: 6. Platz Sprint, 3. Platz Mittel, 1. Platz Lang, 2. Platz Staffel
- 2010: 2. Platz Sprint, 5. Platz Mittel, 1. Platz Lang, 6. Platz Staffel
- 2011: 4. Platz Sprint, 6. Platz Mittel, 12. Platz Lang, 1. Platz Staffel
- 2012: 1. Platz Sprint, 7. Platz Mittel, 6. Platz Lang, 2. Platz Staffel

Europameisterschaften (1 × Gold, 2 × Silber, 3 × Bronze)
- 2006: 1. Platz Sprint (inoffiziell), 1. Platz Mittel, 2. Platz Lang
- 2007: 5. Platz Sprint (inoffiziell), 2. Platz Mittel, 3. Platz Lang
- 2008: 7. Platz Sprint, 3. Platz Mittel, 14. Platz Lang
- 2009: 23. Platz Sprint, 7. Platz Mittel, 10. Platz Lang, 4. Platz Staffel
- 2011: 8. Platz Sprint, 5. Platz Mittel, 7. Platz Lang, 3. Platz Staffel

Weltcup: (2 × Silber)
- 2003: 4. Platz
- 2010: 2. Platz
- 2011: 6. Platz
- 2012: 2. Platz